# Prima Divisione Sardegna 1950-1951
La Prima Divisione fu il massimo campionato regionale di calcio disputato in Sardegna nella stagione 1950-1951.

## Squadre Partecipanti
| Squadra                     | Città (provincia)    | Stagione precedente |
| --------------------------- | -------------------- | ------------------- |
| U.S. Aurora                 | Abbasanta (CA)       |                     |
| U.S. Cagliari (B = riserve) | Cagliari             |                     |
| U.S. Calangianus            | Calangianus (SS)     |                     |
| S.E.F. Gallura              | Tempio Pausania (SS) |                     |
| S.P. Libertas               | Sassari              |                     |
| C.R.A.L. Marina             | La Maddalena (SS)    |                     |
| S.E.F. Nettuno              | Alghero (SS)         |                     |
| U.S. Nuorese                | Nuoro                |                     |
| A.C. Ozieri                 | Ozieri (SS)          |                     |
| U.S. Pietro Nali            | Sorso (SS)           |                     |
| Pol. Seunis                 | Thiesi (SS)          |                     |
| S.P. Tharros                | Oristano (CA)        |                     |
| S.E.F. Torres               | Sassari              |                     |

## Classifica finale
|  | Pos. | Squadra         | Pt | G  | V | N | P | GF | GS | DR |
|  | ---- | --------------- | -- | -- | - | - | - | -- | -- | -- |
|  | 1.   | Torres          | 44 | 24 |   |   |   |    |    |    |
|  | 2.   | Tharros         | 35 | 24 |   |   |   |    |    |    |
|  | 2.   | Gallura         | 35 | 24 |   |   |   |    |    |    |
|  | 4.   | Cagliari (B)    | 33 | 24 |   |   |   |    |    |    |
|  | 5.   | C.R.A.L. Marina | 26 | 24 |   |   |   |    |    |    |
|  | 6.   | Calangianus     | 24 | 24 |   |   |   |    |    |    |
|  | 7.   | Ozieri          | 22 | 24 |   |   |   |    |    |    |
|  | 8.   | Pietro Nali     | 21 | 24 |   |   |   |    |    |    |
|  | 9.   | Nettuno         | 18 | 24 |   |   |   |    |    |    |
|  | 10.  | Aurora          | 17 | 24 |   |   |   |    |    |    |
|  | 11.  | Nuorese         | 13 | 24 |   |   |   |    |    |    |
|  | 12.  | Libertas        | 11 | 24 |   |   |   |    |    |    |
|  | 13.  | Seunis          | 8  | 24 |   |   |   |    |    |    |

Legenda:

      Promosso in Promozione 1951-1952.
      Retrocesso in Seconda Divisione.
  Non iscritto la stagione successiva.
Regolamento:
Due punti a vittoria, uno a pareggio, zero a sconfitta.
Pari merito in caso di pari punti.
Note:
Aurora rinunciataria al campionato successivo.
Il Cagliari non reiscrisse la sua squadra riserve nei gironi regionali.
Mancano 5 punti alla quadratura del totale punti/giocate.